# John Crosdill
John Crosdill (Londres, 1751 – Londres, 11 octobre 1825) est un violoncelliste et gambiste anglais.

## Biographie
Crosdill est le fils du violoncelliste élève de Jean-Pierre Duport, Richard Crosdill (1698–1790), avec lequel il est parfois confondu. John Crosdill, avec James Cervetto (1747–1837), fils d'italiens émigrés Giacobbe Cervetto (1682–1783), est l'un des violoncellistes les plus connus de Londres, dans les années 1770 et 1780. Crosdill était un habile interprète mais modeste compositeur. Il joue des concertos, concertinas, sonates avec continuo et de musique de chambre ; mais également des solos et des parties d'orchestre.
Crosdill commence sa formation musicale en tant que choriste à l'Abbaye de Westminster, sous la direction de John Robinson et Benjamin Cooke. Plus tard, il choisit le violoncelle, sous la tutelle de son père.

### Carrière
John Crosdill fait sa première apparition publique en tant que violoncelliste à l'âge de neuf ans, formant un duo avec son professeur, Emanuel Siprutini (1730–1790). Il est admis à la Royal Society of Musicians en 1768, alors qu'il n'a que dix-sept ans. Au printemps 1775, Crosdill joue au King's Theatre dans les oratorios parrainés par Johann Christian Bach (1735–1782). Il joue ensuite pour les oratorios à Covent Garden en 1777 et à Drury Lane en 1779, 1782 et 1784. Crosdill est premier violoncelle pour les Three Choirs Festival, chaque année, à partir de 1769, (sauf en 1778), puis également premier violoncelle pour les Concerts of Ancient Music lors de leur création en 1776, jusqu'à sa retraite. Le 10 mars 1778, Crosdill est nommé gambiste au sein de la Chapelle Royale.
En 1782, il est nommé musicien de chambre de la Reine-Charlotte et professeur de violoncelle du Prince de Galles (futur, George IV),. C'est ce poste qui a promu Crosdill parmi les enseignants du  violoncelle les plus en vogue de son époque. Cette popularité l'a conduit à se produire dans de nombreux concerts privés pour la noblesse, notamment le « Friday afternoon ladies’ concerts » [Concert des dames du vendredi après-midi] qu'il organise. La nomination de Crosdill en 1784 au poste de « Composer and Master of the King’s Band » en Irlande par le Duc de Rutland, est controversée. Beaucoup de l'élite des musiciens professionnels, notamment Charles Burney (1726–1814), pense Crosdill indigne de ce travail. Crosdill joue dans les productions annuelles du Messie et est le premier violoncelle pour les concerts commémoratifs Haendel de 1784, donnés à l'Abbaye de Westminster.
Pendant sa maturité, Crosdill fait de nombreux séjours à Paris, où il est un favori de Marie-Antoinette. Il étudie avec les frères Duport, Jean-Pierre Duport (1741–1818),, et Jean-Louis Duport (1749–1819) qui deviennent ses amis proches et invite Jean-Pierre à se produire à Londres en 1783. Il est membre de l'orchestre de Giovanni Battista Viotti (1755–1825) pour le concert de la Loge olympique en 1780. Il joue également au Concert Spirituel le 15 août 1784. Crosdill retourne définitivement en Angleterre, en 1785. Cette année-là, il passe la saison des concerts de printemps dans le Pantheon Series et organise une compétition au Hanover Square Rooms avec James Cervetto (1747–1837). Au Pantheon Series, son donné de nombreuses représentations avec Maras : la chanteuse Gertrud Elisabeth Mara et son mari, le violoncelliste Jean-Baptiste Mara (1744–1808). C'est grâce à son association avec les Maras que Crosdill rencontre Haydn en 1791 et achète le Stradivarius « Mara », en 1802. Crosdill enseigne à nombre de violoncellistes de la génération suivante, notamment Robert Lindley (1776–1855).

### Mariage
Le mariage avec Elizabeth, née Thresher, la riche veuve de Robert Colebrook (le frère de Sir George Colebrooke), le 31 mai 1785 à l'église St Marylebone de Londres, fait sourcilier la société — elle a soixante-dix ans,. Elizabeth passe de nombreuses années chez Crosdill et ses confortables revenus provenant d'intérêts dans le Wiltshire, lui permettent de se retirer des concerts publics. Cependant, il joue deux ans au Three Choirs Festival de Gloucester et lors du couronnement de George IV, le 19 juillet 1821,. Sa femme, qui meurt en 1807, lègue tous ses biens à ses sœurs. Les sources donnent des informations contradictoires au sujet de sa mort au début d'octobre 1825. La plupart disent qu'il est mort dans Escrick, dans le Yorkshire, au domicile d'un neveu de son ami Beilby Thompson. D'autres soutiennent qu'il est mort dans sa maison de Londres.
Par son testament, signé au 45 Berners Street, le 30 août 1825 et authentifié à Londres le 25 octobre 1825, son fils à partir d'un mariage subséquent, le Lieutenant-Colonel John Crosdill de la Compagnie britannique des Indes orientales, hérite d'une fortune considérable. Crosdill laisse des anneaux de souvenir de 19 guinées, à de nombreux amis, notamment les musiciens Benjamin Blake et William Shield, son voisin de Berners Street. Le Lieutenant-Colonel Crosdill, offre 1000 £ à la Royal Society of Musicians, conformément à la volonté de son père.

## Sources
- (en) Henry Colin Gray Matthew, Oxford dictionary of national biography : in association with the British Academy : from the earliest times to the year 2000, Oxford University Press, 2004 (ISBN 0-19-861411-X)
- (en) Robin Stowell, The Cambridge Companion to the Cello, Cambridge, Cambridge University Press, 2006, 6e éd., 268 p. (ISBN 0-521-62928-4)
- (en) Philip H. Highfill, A biographical dictionary of actors, actresses, musicians, dancers, managers & other stage personnel in London, 1660-1800, Southern Illinois University Press, 1973-1993 (ISBN 978-0-8093-1281-8 et 0-8093-1281-6)
- (en) Valerie Walden, One Hundred Years of Violoncello : A History of Technique and Performance Practice 1740-1840, Cambridge, Cambridge Press, 1998, 311 p. (ISBN 0-521-55449-7, lire en ligne)